# Masmouda
Les Masmouda ou Imesmouden (en berbère : ⵉⵎⵙⵎⵓⴷⵏ Imesmuden, en arabe : مصمودة Maṣmūda) forment l'une des trois principales confédérations berbères avec les Zénètes et les Sanhajas.
Apparentés aux Chleuhs du Maroc moderne, il s'agit de berbères sédentaires habitants les montagnes du Haut-Atlas occidental. L'origine des Masmouda remonterait aux Branès selon Ibn Khaldoun. Les Masmouda s'installèrent dans de vastes régions de l'actuel Maroc où ils étaient largement sédentaires et pratiquaient l'agriculture.
Les Masmouda s'illustrent par la formation du royaume berghouata de 744 à 1058 et l'émergence du mouvement puis du califat almohade en alliance avec les tribus Zenetes  : le prédicateur et fondateur de l'État almohade Ibn Toumert était Masmouda tout comme l’essentiel de l’aristocratie. L'ancêtre de la dynastie hafside, le cheikh Abou Hafs Omar El Hintati, était également un membre de la confédération Masmouda.

## Étymologie
Le mot Masmouda serait la contraction des mots mass (signifiant "maître" ou "détenteur") et amud (signifiant "culture" ou "graine"). Masmouda signifierait donc "celui qui possède les semences", il s'agit là d'une description du mode de vie de ces agriculteurs montagnards.

## Origine
L'origine des Masmouda remonterait aux Branès ou berr selon Ibn Khaldoun. Les Branès comportent dix branches, parmi lesquelles en plus des Masmoudas on peut citer les Azdagia, Aureba, Agisa, Ketamas, et Sanhadja. Ibn Khaldoun explique qu'il s'agit d'une grande famille, dont font notamment partie les Berghouata, les Ghomara et les peuples de l'Atlas.
Selon les généalogistes médiévaux, Masmud, descendant de Burnus Ibn al-Barr, serait venu d’Orient et se serait établi dans les environs de Tanger. El-Bekri, au XIe siècle signale la présence de Masmuda dans la région de Bûna (Annaba) et dans les environs de Tanger. Dans cette dernière localité, ils se divisent en quatre tribus : les Doghagh, les Assada, les Bani Senghera et les Kotama. Le peuplement primitif de la région d'El Kala, était composé de Masmouda et d'Awerba.  
El-Bekri les signale aussi dans le parcours qui mène de Ceuta à Fès où ils occupent un grand nombre de villages comme celui d’Iou Iddjadjin peuplé par la tribu masmoudienne des Beni Messara.
El-Bekri signale aussi la présence des Masmouda dans le sud du Maroc actuel, autour de la ville de Nfis et dans les montagnes. Ibn Khaldun affirme que les Masmouda sont à peu d’exceptions près les seuls habitants de la partie montagneuse du Maghreb el-Aqsa (Maghreb extrême).

## Histoire
Les Masmouda s'installèrent dans de vastes régions du Maroc où ils étaient largement sédentaires et pratiquaient l'agriculture. La résidence de l'aristocratie Masmouda était Aghmat, dans le Haut Atlas. À partir du Xe siècle, les tribus berbères des groupes Sanhadja et Zénète ont envahi les terres des Masmouda, suivies à partir du XIIe siècle par les bédouins arabes et arabisés.

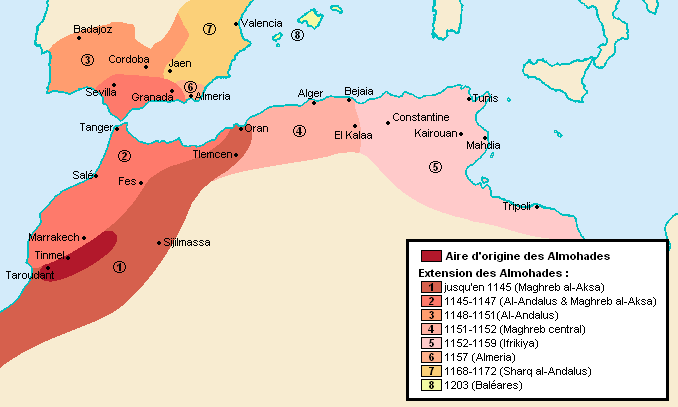
Carte de l'empire almohade.

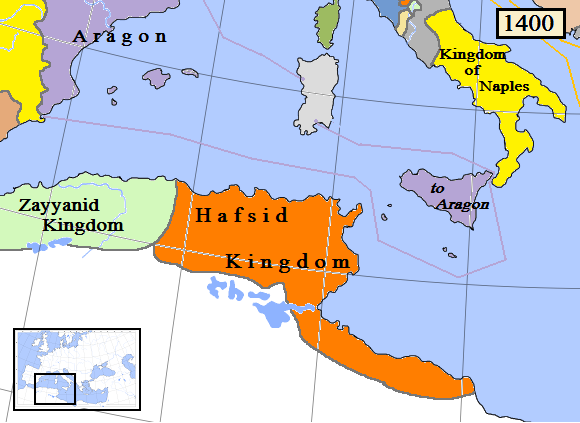
Carte du sultanat hafside vers 1400.

Les Masmouda s'illustrent par la formation du royaume des Berghouata dans les plaines de la Tamesna et la partie du littoral comprise entre Salé et Azemmour jusqu’à la région d’Anfa et Asfi. Ce royaume est demantelé par la conquête almoravide. Les Masmouda passent alors sous la domination des Almoravides.
Les Almoravides demeurent des étrangers au milieu des Masmoudas à la fin du XIe siècle dont ils se différenciaient par la langue, le vêtement (litham), les structures anthropologiques et l’organisation sociale. La position de leur nouvelle capitale, Marrakech, à la lisière des domaines nomades sanhadja et sédentaires masmouda, en témoigne.
Les Masmouda forment la base de la communauté religieuse almohade où prêche Ibn Toumert, et l'aristocratie de cet empire avec les notables du « conseil des Dix » puis de celui des « cinquante », ossatures de l'Empire almohades naissant. Ibn Toumert de la tribu masmoudienne des Harga réussit à fédérer les tribus Masmouda au début du XIIe siècle en fondant le mouvement et l'État almohade, qui par la suite unifia l'ensemble du Maghreb et de l'Andalousie. Le calife almohade succédant à Ibn Toumert, Abd el Mumin, est originaire des Koumya, une tribu zénète de l'Oranie. Il pratique une politique visant à réduire l'influence des Masmoudas et, pour ce faire, s'appuie sa tribu les Koumya d'Oranie et d'autre part sur les Arabes hilaliens qu'il introduit au Maroc et rend son pouvoir héréditaire en instituant une dynastie muminide à la tête du califat almohade. Abū Ḥafṣ 'Umar Inti, ancêtre des Hafsides est un dignitaire almohade originaire du Haut Atlas occidental et appartenant à la confédération masmouda.
À la chute des Almohades, le gouverneur almohade de Tunis de la tribu masmoudienne des Hintata venu du Maroc mater une rébellion dans la région finit par s'émanciper des Almohades devenus faibles et crée l'État et la dynastie des Hafsides qui englobe l'Ifriqiya dans l'est du Maghreb. Ils en resteront les maîtres jusqu'à l'arrivée de l'empire ottoman.

## Langue
Au Moyen-Âge, les Almohades cherchent à institutionnaliser la langue berbère, qui est majoritairement le berbère des Masmoudas étant donné leur prépondérance dans les premiers temps de l'Etat almohade. Les sources almohades en arabe décrivent la langue sous le terme de « langue occidentale » (al-lisān al-ġarbī) ; peut-être faut-il la comprendre davantage comme « langue des habitants du Maghreb » et, plus spécifiquement encore, « langue des habitants du Maġrib al-aqṣā ». Ibn Toumart et de ses successeurs, par pragmatisme, font cependant évoluer les Masmoudas dans le sens d’une pénétration plus importante de l’arabe et de la culture arabo-musulmane.
Les sources textuelles de l'époque sont liée à la variante chleuh, et les phrases compréhensibles par les locuteurs actuels. Van Den Boogert explique cette ressemblance des textes almohades avec le chleuh moderne par une altération du contenu lors de la copie du vocabulaire des textes médiévaux. Selon lui, au Moyen Âge, le berbère médiéval s'écrit en caractère arabe dans un style dit maghribi dont on retrouve les traces du Xe siècle au XIVe siècle, en dehors du cadre temporel de la seule dynastie almohade. Les copies des textes médiévaux dont nous disposons sont toutes datées de la période post-médiévales quand l'orthographe médiévale est tombée en désuétude. Ainsi les copies par des non-berberophones ou par des locuteurs du tachelhit (chleulh) à partir de la fin du XVIe siècle ont abouti à des versions de manuscrit dans un style fondamentalement différent de celui du berbère médiéval. Un manuscrit du XIIe siècle, Kitāb al-asmā’ « livre des noms » du savant de la Qalaa des Beni Hammad, Abu Abdullah Muhammad ibn Jaɛfar al-Qaysi, a été étudié par l'Inalco comme un témoin des lexiques arabo-berbères de l'époque. Il en ressort que la majorité du lexique employé se rapproche du tachelhit (chleuh) actuel mais que l'on retrouve aussi des termes d'autres aires linguistiques berbères.
Cette langue fut la lingua franca du Maghreb Al-Aqsa (actuel Maroc), à l'époque des Almohades. Elle disposait d'un vocabulaire pointu et avancé, ayant permis la publication de livres de géographie, de botanique ou encore de dictionnaires scientifiques,.
Au Maghreb, elle était la langue la plus parlée et des savants tels que Abu al-Abbas al-Azafi la qualifiaient de "langue de l'Occident"  puisque les Almohades ont vraisemblablement imposé le tamesmudit à l'ensemble du Maghreb Al-Aqsa et possiblement au-delà.
En effet, les califes ont tenté d'unifier linguistiquement le Maghreb en uniformisant les dialectes berbères autour du chleuh (tachelhit),. Le dictionnaire arabo-berbère Kitāb Al-asmā’ de Ibn Tunart, dont l'essentiel du lexique provient du tachelhit , en est la preuve.
Aujourd’hui le tachelhit moderne est toujours la langue berbère plus parlée au Maghreb. Il existe également un second dialecte masmouda particulièrement arabisé qui a survécu dans le Nord du pays : le ghomari, qui est plus proche du tachelhit que du tarifit malgré la proximité géographique,.

## Sous-tribus

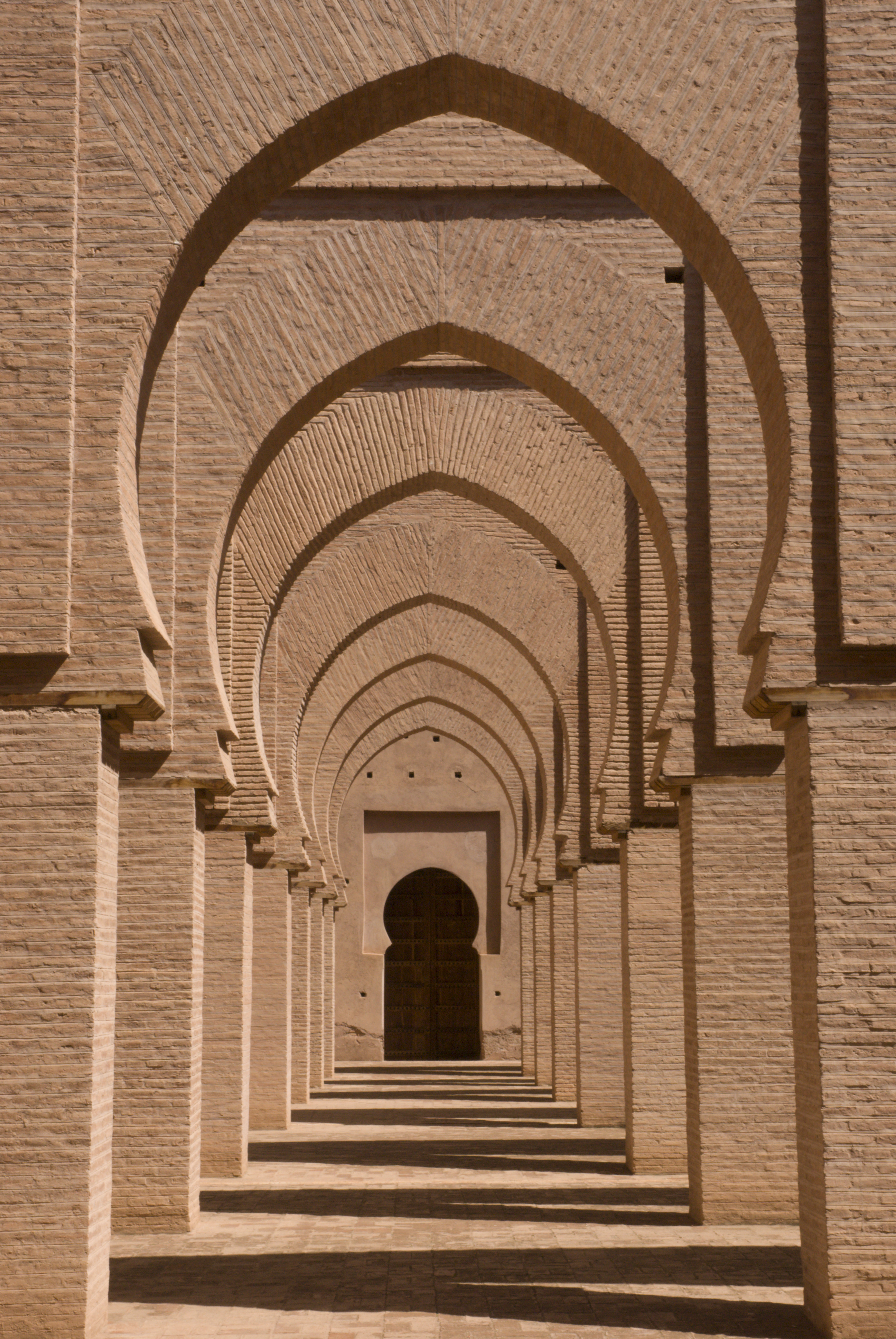
Tinmel, première capitale almohade.

L'auteur du livre "Mafakhir al-Barbar", ouvrage hagiographique du XIVe siècle (se traduit à peu près comme : La gloire des Berbères) cite les sous-tribus des Masmouda comme suit :
- Ihahan
- Chiadma
- Ourika
- Mesfioua
- Hezmira
- Guedmiwa
- Henfisa
- Hezerga
- Doukkala
- Hintata
- Beni Maghous
- Tehlawa
- Hargha : tribu d'origine d'Ibn Toumert[23].
- Ghomaras
- Berghouata
- Regraga
- Ammelne
- Ida ou Tanan

## Masmouda célèbres
- Abû Muhammad `Abd al-Wâhid, gouverneur almohade d’Ifriqiya
- Abû Zakariyâ Yahyâ, fondateur du sultanat hafside de Tunis
- Comte Julien, gouverneur de Ceuta pour le compte de l’Empire byzantin
- Faska u-Mzal, grand chef almohade
- Florinda, princesse chrétienne du VIIIe siècle
- Tarif al-Matghari, fondateur de la confédération tribale des Berghouata[24].
- Walid regragui, un footballeur international marocain et il est l'actuel sélectionneur du Maroc[25].
- Ibn Toumert, théologien et fondateur de l’État almohade.

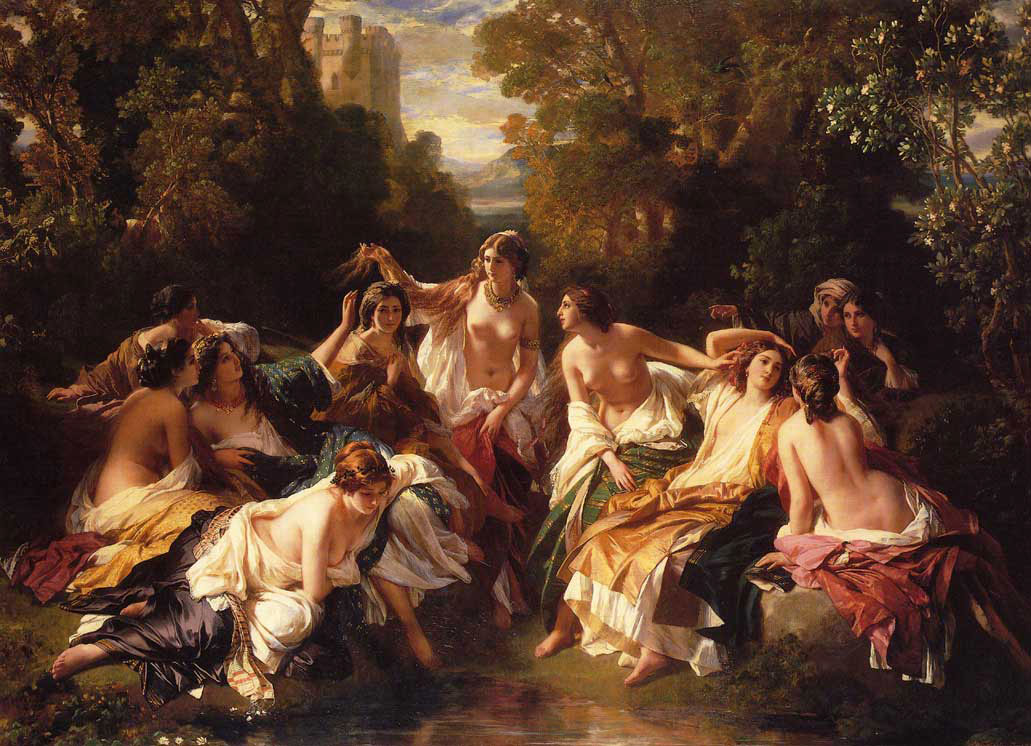
Florinda (1853), toile fantaisiste de Franz Xaver Winterhalter. Florinda et d'autres femmes se baignent dans un jardin.